# Hospital de Antezana
El hospital de Antezana u hospital de Nuestra Señora de la Misericordia, también conocido como El Hospitalillo es en la actualidad una residencia de mayores, situada en Alcalá de Henares (Comunidad de Madrid, España). La Fundación Antezana data del año 1483, siendo la institución socio-sanitaria en funcionamiento ininterrumpido de las más antigua del Europa.

## Historia
El antiguo hospital está situado en la calle Mayor n.º 46 de Alcalá de Henares, haciendo medianería con la Casa Natal de Cervantes. Fue fundado por decisión testamentaria el 18 de octubre de 1483 por el matrimonio formado por Luis de Antezana y su esposa Isabel de Guzmán, con vocación de beneficencia. Institución pionera para la atención socio-sanitaria gratuita de enfermos humildes. Y por bula del Papa Sixto IV. La institución se gobierna mediante la Fundación Antezana, con una Junta de Caballeros, y no ha dejado de servir desde entonces en su labor social.
Actualmente es una residencia de mayores, con una capacidad de 23 personas. El escaso número de camas que tuvo anteriormente hace que se le conozca incluso hoy en día de forma coloquial como "el hospitalillo". En febrero de 2022 la Fundación Hospital de Antezana ha adquirido el edificio contiguo, que habitaban las Siervas de María, para adaptarlo e integrarlo en la residencia, lo que permitirá duplicar la capacidad, para seguir ofreciendo el servicio con la que nació en 1483.
Con la Universidad de Cisneros, a partir de 1516, el Hospital de Antezana se convirtió en hospital dedicado a la actividad universitaria, donde ejercerían la medicina los más ilustres médicos y protomédicos del Siglo de Oro. Siendo el primer hospital universitario de la historia, que permanece en actividad constante e ininterrumpida, desde su fundación, en el mismo edificio y lugar en el que nació. Todo ello gracias a su profunda vocación de servicio a los demás. Lo que hace que sea la Fundación, de estas características más antigua del mundo.
Mantiene acuerdos de colaboración institucional, para el estudio y divulgación de la historia sanitaria, con la Universidad de Alcalá UAH, el Colegio Oficial de Farmacéuticos de Madrid COFM y con el Colegio Oficial de Médicos de Madrid COMEM.

## Edificio
El edificio es una clásica construcción mudéjar, con patio de dos alturas y galería en planta principal soportada por pies derechos de madera. 
La iglesia del hospital, está consagrada a Nuestra Señora de la Misericordia, siendo el templo barroco, con bóveda de cañón y una cúpula encamonada que se sobrepusieron sobre un artesonado mudéjar. En 2015 finalizó la última restauración del edificio obteniendo el premio Ciudad de Alcalá.
Posee una imagen de notable valor artístico perteneciente al taller de Martínez Montañés, propia del barroco sevillano del siglo XVII; y un retablo dedicado a San Ignacio, con pintura de Diego González de la Vega. Así como un cuadro de Pedro de Valpuesta, que refleja la vida de Ignacio de Loyola durante su estancia, cocinando y asistiendo a los enfermos. Documento gráfico de un inestimable valor para la institución, pues indica expresamente cómo fue entre sus muros donde San Ignacio y sus primeros compañeros pusieron los pilares de la Compañía de Jesús.

## Personajes relacionados
- Francisco Valles
- Ignacio de Loyola vivió y trabajó aquí, como enfermero y cocinero para los enfermos, en su época de estudiante en Alcalá entre 1526 y 1527. La cocina que el santo utilizó, se conserva en una de las habitaciones que se abren al corredor del patio.[8]
- Juan de Mena
- Melchor de Salazar

## Museo
Dentro de las instalaciones, se puede visitar su Museo de la Medicina del Siglo de Oro (MSO), su patio con el pozo, la Iglesia, la Capilla de San Ignacio y las dependencias que habitó el Santo entre 1526 y 1527. Durante las obras de adecuación de la Iglesia han aparecido distintos restos arqueológicos, que se muestran , del primitivo edificio.
El edificio se encuentra musealizado excepto en las dependencias que ocupan los residentes. En octubre de 2023 fue inaugurado el Museo de la Medicina del Siglo de Oro de la Fundación Antezana por el rector de la Universidad de Alcalá. El museo dispone de tres salas de exposiciones, donde se presentan documentos relacionados con la institución, cuadros, libros y diversos objetos de interés artístico e histórico. Así como la recreación de lo que en su día fue la sala de enfermería y el despacho del médico. Asimismo cuenta con el jardín de plantas medicinales, las estancias que habitó San Ignacio de Loyola y el importante zaguán que da paso al edificio.

## Gestión

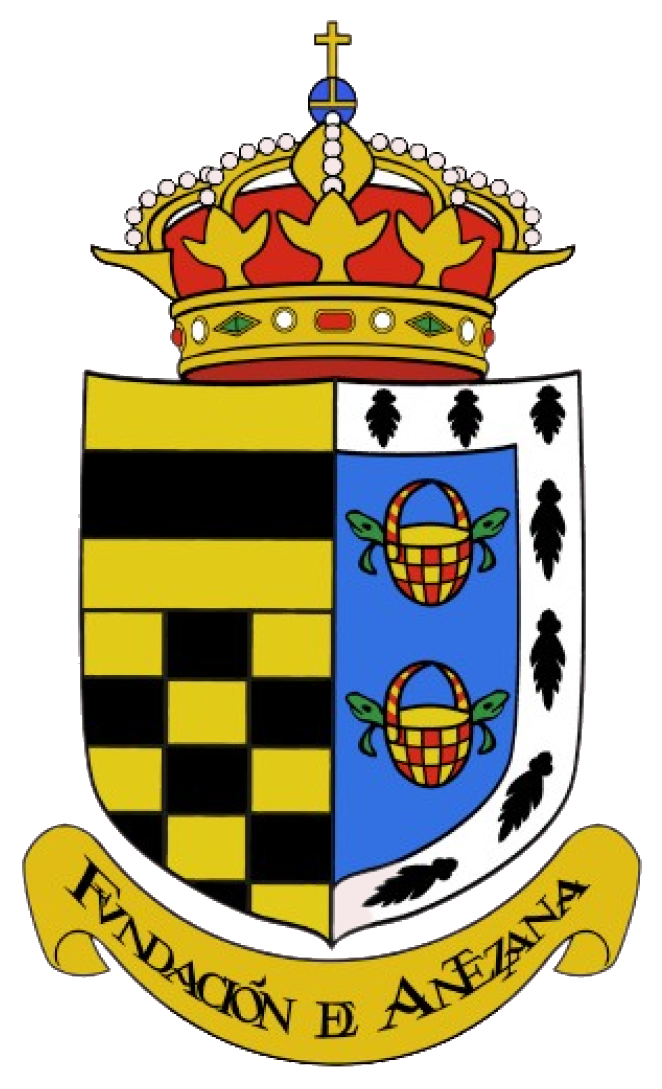
Escudo de la Fundación de Antezana.

La Reina Sofía es la presidenta de honor de esta institución. Los Reyes de España han visitado y firmado en el libro de Honor de la Institución. Las Siervas de María ministras de los enfermos estuvieron al cuidado de los internos hasta el año 2006. La Residencia Antezana de Mayores es gestionada directamente por la Junta de Caballeros que conforma su Patronato, junto con un equipo de profesionales asistenciales y un departamento de turismo.